# Nationalpark Río Negro – Sopladora
Der Nationalpark Río Negro – Sopladora (spanisch Parque Nacional Río Negro – Sopladora) befindet sich im zentralen Südosten von Ecuador. Er wurde am 23. Januar 2018 gegründet.

## Lage
Der Nationalpark befindet sich etwa 55 km ostnordöstlich der Stadt Cuenca in der Cordillera Real. Das Schutzgebiet liegt im Kanton Sevilla de Oro der Provinz Azuay sowie im Kanton Santiago de Méndez der Provinz Morona Santiago. Es wird im Norden vom Flusstal des Río Paute begrenzt. Ein Höhenkamm verläuft entlang der westlichen Nationalparkgrenze. Das Gebiet liegt in Höhen zwischen 800 m und 3902 m. Der Río Negro, ein rechter Nebenfluss des Río Paute, entwässert das Areal nach Osten.

## Ökologie
Im Schutzgebiet kommen folgende Vegetationszonen vor: Páramo und Andenwälder sowie unberührte Feuchtgebiete.

## Zugangsmöglichkeiten
Die Straße von Sevilla de Oro über Amaluza nach Santiago de Méndez verläuft unweit der westlichen und nördlichen Nationalparkgrenze.